# Polnische Mannschaftsmeisterschaft im Schach 1956
Die polnische Mannschaftsmeisterschaft im Schach 1956 war die zwölfte Austragung dieses Wettbewerbs. Polnischer Mannschaftsmeister wurde die Mannschaft von DWP Warszawa, während sich der Titelverteidiger AZS Gliwice mit dem siebten Platz begnügen musste.
Während die Vorrunden erneut mit Zehnermannschaften gespielt wurden, traten in der Endrunde Siebenermannschaften an. Dabei war die Aufstellung einer Frau am siebten Brett obligatorisch.
Zu den Mannschaftskadern siehe Mannschaftskader der polnischen Mannschaftsmeisterschaft im Schach 1956.

## Modus
Für die Vorrunde hatten sich in den Meisterschaften der Woiwodschaften 24 Mannschaften qualifiziert (von denen allerdings drei nicht antraten). Diese spielten in vier Gruppen jeweils ein einfaches Rundenturnier. Für die Endrunde, die ebenfalls als einfaches Rundenturnier durchgeführt wurde, qualifizierten sich die vier Gruppensieger, außerdem waren die ersten Acht der polnischen Mannschaftsmeisterschaft 1955 vorberechtigt.
Über die Platzierung entschied zunächst die Anzahl der Mannschaftspunkte (zwei Punkte für einen Sieg, ein Punkt für ein Unentschieden, kein Punkt für eine Niederlage), anschließend die Anzahl der Brettpunkte (ein Punkt für einen Sieg, ein halber Punkt für ein Remis, kein Punkt für eine Niederlage).

## Termine und Spielort
Die Endrunde wurde zwischen dem 7. Oktober 1956 und 13. Januar 1957 dezentral bei den beteiligten Mannschaften gespielt.

## Vorrunde

### Gruppe I

#### Abschlusstabelle
| Pl. | Verein             | Sp | G | U | V | MP  | Brett-P.  |
| --- | ------------------ | -- | - | - | - | --- | --------- |
| 01. | DWP Warszawa       | 3  | 3 | 0 | 0 | 6:0 | 19,5:10,5 |
| 02. | ZS Sparta Cieszyn  | 3  | 1 | 1 | 1 | 3:3 | 15,5:14,5 |
| 03. | KS Konstal Chorzów | 3  | 1 | 0 | 2 | 2:4 | 14,0:16,0 |
| 04. | ZS Stal Świdnica   | 3  | 0 | 1 | 2 | 1:5 | 11,0:19,0 |
| 05. | ZS Start Poznań    | 0  | 0 | 0 | 0 | 0:0 | 0,0:0,0   |
| 05. | ZS Budowlani Opole | 0  | 0 | 0 | 0 | 0:0 | 0,0:0,0   |

Anmerkung: Poznań und Opole traten nicht an.

#### Entscheidungen
|  | qualifiziert für die Endrunde: DWP Warszawa |

### Gruppe II

#### Abschlusstabelle
| Pl. | Verein                 | MP   | Brett-P.  |
| --- | ---------------------- | ---- | --------- |
| 01. | ZS Start Łódź          | 10:0 | 39,0:11,0 |
| 02. | ZS Kolejarz Szczecin   | 7:3  | 26,5:23,5 |
| 03. | ZS Sparta Skarżysko    | 4:6  | 24,0:26,0 |
| 04. | ZS Kolejarz Słupsk     | 4:6  | 20,0:30,0 |
| 05. | ZS Kolejarz Inowrocław | 3:7  | 17,5:32,5 |
| 06. | ZS Start Lębork        | 2:8  | 24,0:26,0 |

#### Entscheidungen
|  | qualifiziert für die Endrunde: ZS Start Łódź |

### Gruppe III

#### Abschlusstabelle
| Pl. | Verein             | MP   | Brett-P.  |
| --- | ------------------ | ---- | --------- |
| 01. | AZS-AGH Kraków     | 9:1  | 34,0:16,0 |
| 02. | ZS Stal Rzeszów    | 7:3  | 28,5:21,5 |
| 03. | ZS Sparta Warszawa | 6:4  | 29,5:20,5 |
| 04. | ZS Stal Tarnów     | 4:6  | 22,5:27,5 |
| 05. | ZS Kolejarz Lublin | 4:6  | 22,5:27,5 |
| 06. | ZS Start Radom     | 0:10 | 13,0:37,0 |

#### Entscheidungen
|  | qualifiziert für die Endrunde: AZS-AGH Kraków |

### Gruppe IV

#### Abschlusstabelle
| Pl. | Verein                 | MP  | Brett-P.  |
| --- | ---------------------- | --- | --------- |
| 01. | KKS Polonia Warszawa   | 8:0 | 30,5:9,5  |
| 02. | BKS Lechia Gdańsk      | 5:3 | 23,0:17,0 |
| 03. | ZS Budowlani Białystok | 5:3 | 18,0:22,0 |
| 04. | ZS Kolejarz Kutno      | 2:6 | 13,0:27,0 |
| 05. | ZS Kolejarz Siedlce    | 0:8 | 14,5:25,5 |
| 06. | KKS Warmia Olsztyn     | 0:0 | 0,0:0,0   |

Anmerkung: Olsztyn trat nicht an.

#### Entscheidungen
|  | qualifiziert für die Endrunde: KKS Polonia Warszawa |

## Endrunde

### Abschlusstabelle
| Pl. | Verein               | Sp | G | U | V | MP    | Brett-P.  |
| --- | -------------------- | -- | - | - | - | ----- | --------- |
| 01. | DWP Warszawa         | 10 | 6 | 4 | 0 | 16:4  | 41,0:29,0 |
| 02. | AZS-AGH Kraków       | 10 | 6 | 2 | 2 | 14:6  | 39,0:31,0 |
| 03. | ZS Start Katowice    | 10 | 6 | 1 | 3 | 13:7  | 40,5:29,5 |
| 04. | ZS Start Łódź        | 10 | 6 | 1 | 3 | 13:7  | 38,0:32,0 |
| 05. | KKS Polonia Warszawa | 10 | 6 | 1 | 3 | 13:7  | 37,0:33,0 |
| 06. | ZS Sparta Kraków     | 10 | 4 | 2 | 4 | 10:10 | 35,5:34,5 |
| 07. | AZS Gliwice (M)      | 10 | 2 | 4 | 4 | 8:14  | 32,0:38,0 |
| 08. | AZS Warszawa         | 10 | 3 | 1 | 6 | 7:13  | 34,5:35,5 |
| 09. | ZS Kolejarz Kraków   | 10 | 3 | 1 | 6 | 7:13  | 32,5:37,5 |
| 10. | ZS Kolejarz Poznań   | 10 | 2 | 1 | 7 | 5:15  | 26,5:43,5 |
| 11. | KKS Hetman Wrocław   | 10 | 1 | 2 | 7 | 4:16  | 28,5:41,5 |
| 12. | ZS Włókniarz Łódź    | 0  | 0 | 0 | 0 | 0:0   | 0,0:0,0   |

Anmerkung: ZS Włókniarz Łódź zog seine Mannschaft vorzeitig zurück, die Ergebnisse wurden annulliert.

### Entscheidungen
|     | Polnischer Mannschaftsmeister: DWP Warszawa |
|     | qualifiziert für die Endrunde der polnischen Mannschaftsmeisterschaft 1957: DWP Warszawa, AZS-AGH Kraków, ZS Start Katowice, ZS Start Łódź, KKS Polonia Warszawa, ZS Sparta Kraków, AZS Gliwice, AZS Warszawa |
| (M) | Meister der letzten Saison |

### Kreuztabelle
| Ergebnisse | Ergebnisse           | 01. | 02. | 03. | 04. | 05. | 06. | 07. | 08. | 09. | 10.  | 11. | 12.  |
| ---------- | -------------------- | --- | --- | --- | --- | --- | --- | --- | --- | --- | ---- | --- | ---- |
| 01.        | DWP Warszawa         |     | 4½  | 4   | 3½  | 4   | 3½  | 3½  | 3½  | 4½  | 5    | 5   |      |
| 02.        | AZS-AGH Kraków       | 2½  |     | 4½  | 5½  | 4½  | 3½  | 3½  | 4   | 5½  | 4    | 1½  |      |
| 03.        | ZS Start Katowice    | 3   | 2½  |     | 2½  | 5½  | 4   | 5   | 4½  | 3½  | 5    | 5   |      |
| 04.        | ZS Start Łódź        | 3½  | 1½  | 4½  |     | 2½  | 3   | 5½  | 4   | 4   | 5    | 4½  |      |
| 05.        | KKS Polonia Warszawa | 3   | 2½  | 1½  | 4½  |     | 4½  | 3½  | 5½  | 4   | 4    | 4   |      |
| 06.        | ZS Sparta Kraków     | 3½  | 3½  | 3   | 4   | 2½  |     | 2½  | 0   | 5   | 7    | 4½  |      |
| 07.        | AZS Gliwice          | 3½  | 3½  | 2   | 1½  | 3½  | 4½  |     | 2½  | 5   | 2½   | 3½  |      |
| 08.        | AZS Warszawa         | 3½  | 3   | 2½  | 3   | 1½  | 7   | 4½  |     | 2½  | 2½   | 4½  |      |
| 09.        | ZS Kolejarz Kraków   | 2½  | 1½  | 3½  | 3   | 3   | 2   | 2   | 4½  |     | 5    | 5½  |      |
| 10.        | ZS Kolejarz Poznań   | 2   | 3   | 2   | 2   | 3   | 0   | 4½  | 4½  | 2   |      | 3½  | (4½) |
| 11.        | KKS Hetman Wrocław   | 2   | 5½  | 2   | 2½  | 3   | 2½  | 3½  | 2½  | 1½  | 3½   |     |      |
| 12.        | ZS Włókniarz Łódź    |     |     |     |     |     |     |     |     |     | (2½) |     |      |

Anmerkung: ZS Sparta Kraków verlor kampflos gegen AZS Warszawa und gewann kampflos gegen ZS Kolejarz Poznań. Die vom ZS Włókniarz Łódź vor dem Rückzug erspielten Ergebnisse wurden annulliert, soweit bekannt, sind diese in Klammern angegeben.

## Die Meistermannschaft
| 1.            | DWP Warszawa |
| Schachfiguren | Roman Dworzyński, Andrzej Pytlakowski, Stefan Witkowski, Ignacy Branicki, Ryszard Drozd, Władysław Litmanowicz, Tadeusz Wróbel, Władysław Klus, Witold Dąbrowski, Teofan Domżał, Mirosława Litmanowicz. |